# El Jazmín, Querétaro Arteaga
El Jazmín är en ort i Mexiko.   Den ligger i kommunen San Juan del Río och delstaten Querétaro Arteaga, i den sydöstra delen av landet, 140 km nordväst om huvudstaden Mexico City. El Jazmín ligger 2 208 meter över havet och antalet invånare är 1 682.
Terrängen runt El Jazmín är platt åt nordväst, men åt sydost är den kuperad. Runt El Jazmín är det ganska tätbefolkat, med 179 invånare per kvadratkilometer. Närmaste större samhälle är San Juan del Río, 7,1 km nordost om El Jazmín. I omgivningarna runt El Jazmín växer huvudsakligen savannskog.